# Bérengère de Navarre
 (avril 2018).
Pour les articles homonymes, voir Bérengère.
Bérengère de Navarre, née en 1163 et morte le 23 décembre 1230, est la fille aînée du roi Sanche VI de Navarre dit « le Sage » (Sancho el Sabio) et l'épouse de Richard Cœur de Lion.

## Biographie

### La demande en mariage
La date de naissance de Bérengère de Navarre est incertaine, mais on la situe entre 1160 et 1165. Il semblerait qu’elle ait vécu plus d’une dizaine d’année de célibat durant sa majorité avant que son père ne s’ouvre aux propositions de mariage vers ses 25 ans. Le royaume de Navarre, pour petit qu'il soit, est la cible de la convoitise des royaumes puissants qui l'entourent, il souffre de fait d’un isolement géopolitique face aux royaumes voisins et la main de Bérengère est très convoitée. Le roi de Navarre hésite cependant à la marier, car il craint de perdre sa souveraineté.
En juin 1190, le roi d'Angleterre Richard Cœur de Lion entame des pourparlers avec Alphonse II d'Aragon et Sanche VI de Navarre afin de prévenir une hostilité de Raymond V de Toulouse avec lequel il est en litige pour la Provence. Il en profite pour demander la main de Bérengère de Navarre, qui a pourtant alors entre 26 et 28 ans et ne possède aucune terre en propre. Apparentée aux comtes du Maine par sa grand-mère, la jeune femme n'a pas de lien de parenté direct avec son futur époux et donc n'a aucun motif d'annulation du mariage à redouter du pape.
Sanche VI accepte malgré les suspicions qui pèsent sur Richard. Ce dernier devait épouser la demi-sœur de Philippe Auguste, Adèle de France, et était déjà revenu sur sa première promesse de mariage avec Bérengère en 1188. A une trentaine d’année en 1190, Bérengère allait enfin épouser son fiancé. Le prestige d'une alliance entre le petit royaume de Navarre et l'empire Plantagenêt remédie à certains défauts de forme. Le projet est cependant gardé secret, celui-ci impliquant l'acquiescement du roi de France, forcément mécontent de la rupture des fiançailles avec sa demi-sœur. Le départ prévu pour la Troisième croisade, demandée par la bulle Audita tremendi du 29 octobre 1187, prononcée par le pape Grégoire VIII, permet l'éloignement du royaume.

### Départ pour la croisade
Philippe Auguste et Richard Cœur de Lion remettent longtemps leur départ, chacun craignant que l'absence de l'autre soit un prétexte à quelques acquisitions territoriales, sans compter le peu de confiance qu'a Richard en son jeune frère Jean, dit Jean sans Terre.
Frédéric Barberousse s'est mis en route pour l'Orient en mai 1189, par la voie terrestre. Les Pisans et Vénitiens arrivent les premiers, au printemps 1189, en passant par la mer, suivis par les Danois et les Frisons en septembre. Puis suivent quelques Français, menés par Robert II de Dreux, les Flamands et les Bretons. Les deux rois ne partent qu'après leur entrevue de Vézelay, du 2 au 4 juillet 1190.
Le 7 août, Richard embarque de Marseille, et Philippe poursuit vers Gênes. Les deux rois s'arrêtent en Sicile, et Richard intervient dans le jeu politique local et veut faire entrer l'île dans la sphère des Plantagenêt. Bérengère de Navarre, accompagnée d'Aliénor d'Aquitaine rejoint le 30 mars 1191 le roi d'Angleterre à Messine. Entre-temps, un accord de dédit a eu lieu entre Richard et Philippe, évalué à 10 000 marcs et quelques concessions sur le Vexin normand.

### Mariage à Chypre
Le 5 mai 1191, la flotte de Richard arrive dans le port de Limassol, où Isaac Doukas Comnène, usurpateur et cousin du défunt empereur de Byzance Andronic Ier, veut faire prévaloir son droit d'épave.
Arrivé le 6, Richard s’empare de la ville. Isaac Doukas Comnène arrive pour stopper les croisés, il découvre qu’il est trop tard et se retire à Kolossi. Richard fait appeler Isaac pour négocier, mais ce dernier réclame le départ de Richard. Celui-ci se lance alors avec sa cavalerie contre l’armée d’Isaac à Tremetusia. Les quelques catholiques romains de l’île se joignent à Richard, ainsi que les nobles de l’île, en révolte contre les sept années subies sous le joug tyrannique d’Isaac.
Bien qu’Isaac se défende bravement, l’armée de Richard est plus importante et mieux équipée, ce qui lui assure la victoire. Isaac continue la résistance à partir des châteaux de Pentadactylos, mais après le siège de son château de Kantaras, il se rend finalement, et Richard devient le nouveau maître de Chypre.
Il pille l’île et massacre ceux qui tentent de lui résister. Pendant ce temps, la promise de Richard, Bérengère, l’a enfin rejoint sur sa route vers la Terre sainte. Leur mariage est célébré à Limassol, le 12 mai 1191, en la chapelle Saint-George. La sœur de Richard, Jeanne, l’a suivi de Sicile, et assiste à la cérémonie. L'évêque d'Évreux couronne la nouvelle reine d'Angleterre.
Bérengère accompagne désormais son mari. Ils débarquent devant Acre assiégée le 8 juin 1191. La ville est prise dès juillet 1191, et Bérengère s'y installe le temps de la croisade.
Après la bataille de Jaffa, Richard prépare son retour vers l'Occident. Pressé de retourner dans ses États, il renvoie le gros de ses troupes par voie maritime tandis que lui-même, avec une faible escorte, prévoit de les regagner plus haut en passant incognito par l'Europe centrale. Ainsi Bérengère se sépare de son mari et s'embarque à Acre le 29 septembre 1192. Elle débarque bientôt à Brindisi et se rend à Rome pour y séjourner. Richard quitte à son tour Acre le 9 octobre 1192. Il est fait prisonnier par Léopold V de Babenberg en décembre 1192 et maintenu en captivité en Allemagne.

### Richard captif
Le mari de Bérengère reste captif en Allemagne jusqu'en février 1194. Pendant ce temps, Bérengère et sa belle-mère Aliénor d'Aquitaine négocient les conditions de la libération de Richard. Cette libération survient à la suite du paiement d'une partie d'une énorme rançon et de l'envoi d'otages en Allemagne parmi lesquels se trouve le prince Ferdinand de Navarre, frère cadet de Bérengère. Il retourne en Navarre en 1196 dès que la rançon est totalement payée.

### Retour et mort de Richard
Durant l'absence de son mari, Bérengère séjourne en Gascogne, où, avec l'aide de son frère Sanche VII de Navarre, elle lutte avec ce dernier contre le soulèvement des barons toulousains.
Richard regagne l'Angleterre sans elle en mars 1194 et s'engage aussitôt dans la guerre contre Philippe Auguste. Bérengère dès lors entre dans une période d’isolement jusqu’à la mort de son mari. Elle séjourne dans les châteaux royaux du Maine, du Poitou et de l’Anjou tout en étant tenue loin des affaires de la cour, gérées par Richard et sa mère Aliénor. La présence de Bérengère est très rarement mentionnée aux côtés du roi d’Angleterre.
Le mariage, tardif pour les deux époux, ne produit pas d’héritier (ni fille ni garçon). Les opinions divergent par ailleurs sur l’entente entre les époux. Il est assuré que les époux vécurent très peu de temps ensemble, l'absence de postérité du couple ne pouvant donc pas surprendre. Richard meurt le 6 avril 1199 des conséquences d’un carreau d'arbalète reçu durant le siège du château de Châlus en Limousin. Bérengère sera la seule reine d'Angleterre à ne jamais mettre le pied sur cette terre. La mort du roi vient clore la question de la place de la reine qui, n’ayant donné aucun héritier à Richard, ne remplissait pas son rôle premier en tant qu’épouse, le mariage étant principalement diplomatique.
Une de ses dernières interventions comme reine semble être l'organisation du mariage de sa jeune sœur Blanche de Navarre avec Thibaud III de Champagne. Le mariage est finalement célébré le 1er juillet 1199 à Chartres alors qu'elle vient de devenir veuve.

### Le Maine

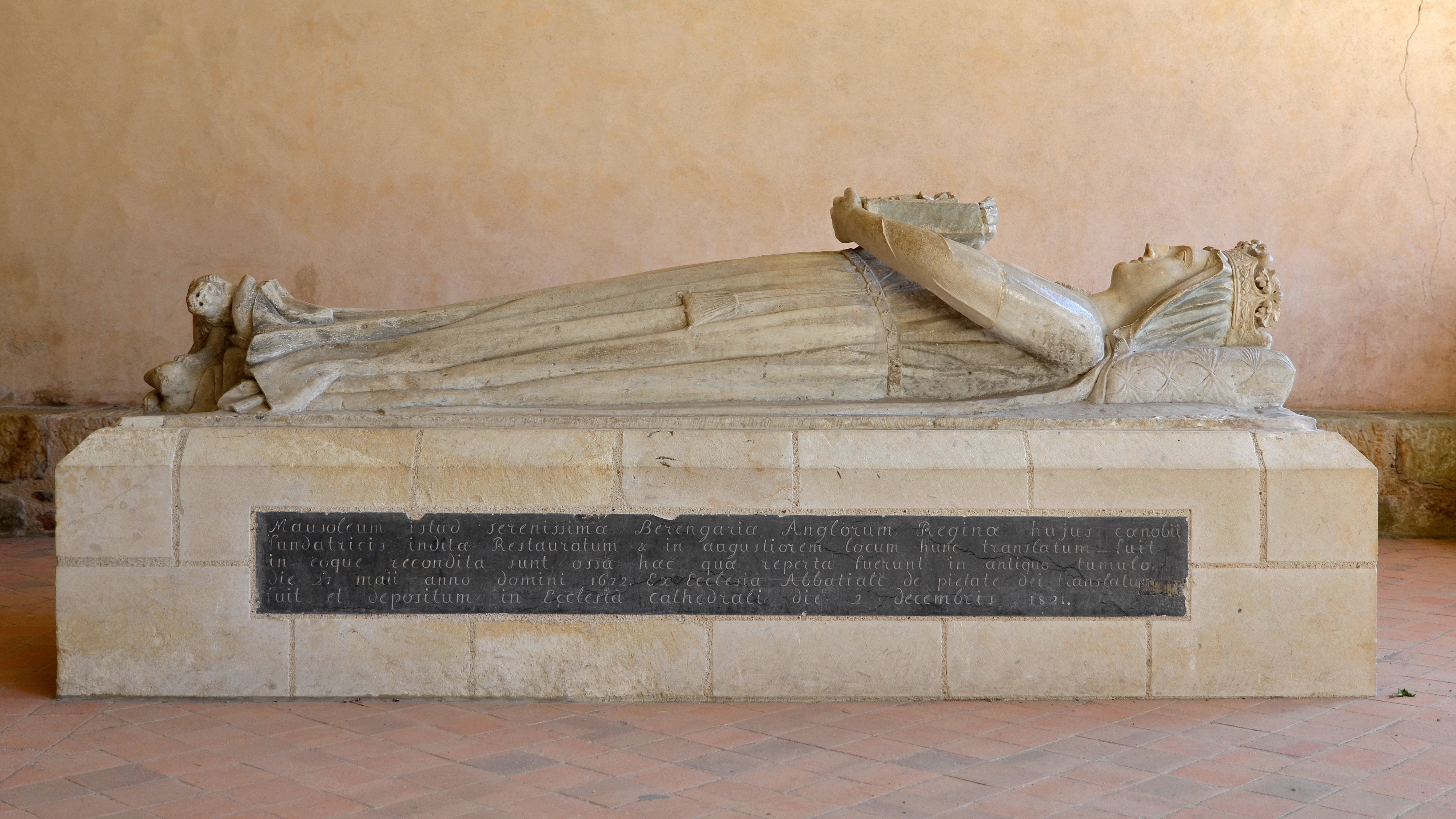
Gisant de Bérengère de Navarre à l'abbaye de l'Épau.

Veuve, elle renonce à se remarier. Elle est bientôt écartée du pouvoir par le successeur de Richard, le roi Jean sans Terre. Quelques années après, Philippe Auguste fait de Bérengère la comtesse usufruitière du Maine, confisqué à Jean sans Terre, qu’elle échange contre son douaire. Elle vient s'installer au Mans, la capitale des Plantagenêt, en 1204. Le comté du Maine est alors rattaché au domaine royal français.
Selon la légende, elle se serait installée dans la fameuse maison de la reine Bérengère, mais il n'en est rien puisqu'elle passe tout son temps au palais des comtes du Maine.
Il est communément rappelé que la reine trouve asile dans la ville, mais non le bonheur. Une partie des pouvoirs locaux, de mèche avec Jean sans Terre, ne cessent de batailler contre elle afin de prendre possession de son douaire.
A la fin des années 1220, après un don du roi Louis IX et des négociations avec les frères de l’Hôtel Dieu de Coëffort, Bérengère obtient les terres de l’Épau au Sud du Mans. Les fondations d’abbayes par les souverains sont courantes et Bérengère n’a pas la possibilité d’être enterrée auprès de son mari. La reine, dans la continuité de la tradition des fondations cisterciennes en Navarre et avec la volonté de marquer son passage, y fait bâtir l’abbaye cistercienne de l’Épau en 1230 où elle est enterrée.

### Héritière du royaume de Navarre
Le frère de Bérengère, Sanche VII de Navarre, n'ayant pas de postérité légitime, l'héritier du royaume de Navarre est son frère cadet Ferdinand de Navarre. À la mort de ce dernier en 1207, Bérengère, aînée des sœurs de Sanche VII, devient alors héritière du royaume, mais elle est alors veuve sans enfants et a renoncé à se remarier. La suivante dans l'ordre de succession est sa jeune sœur Blanche de Navarre, veuve de Thibaud III de Champagne, mais mère d'un fils unique, Thibaud IV de Champagne, né posthume en 1201.
Il semble que Bérengère et sa sœur Blanche, Thibaud IV devenu majeur, renoncent peut-être de leur vivant à la succession de Navarre puisque Thibaud IV fait le voyage à Pampelune en 1225 pour se faire reconnaître héritier par son oncle Sanche VII. Dans tous les cas, ces précautions s'avèreront inutiles, puisque les deux femmes mourront avant leur frère, Blanche en 1229 et Bérengère en 1230.

## Hommages
- Le collège Bérengère-de-Navarre au Mans.
- Maison de la Reine Bérengère et maisons voisines au Mans.
- Le paquebot britannique RMS Berengaria, nommé en son honneur.
- Le nom de Bérengère de Navarre apparaît parmi les 999 personnalités féminines mentionnées dans l’œuvre artistique The Dinner Party.